# Хертек Анчимаа-Тока
Хертек Амирбитовна Анчимаа-Тока (на руски: Хертек Амырбитовна Анчимаа-Тока) е тувинска и по-късно съветска политическа деятелка. Тя е ръководителка на Тувинската народна република от 1940 до 1944 г. и е първата в историята жена, избрана за държавен глава.
Родена е в Западна Тува в бедно селско семейство. Като малка загубва брат си и баща си, които умират от едра шарка. Въпреки неграмотността на майка си Хертек Анчимаа се научава сама да пише и чете на монголски език, а през 1930 г. е между първите жители на Тувинската НР, които научават новата тувинска азбука, основана на кирилицата. Същата година постъпва в младежката организация на Тувинската народно-революционна партия, а през 1931 г. - в Далекоизточния университет. През 1935 г. се завръща в Тува, където постъпва на служба в пропагандния отдел на Ревсомола (местната разновидност на комсомол).
Започва бързо да се издига в организацията на партията, като през 1940 г. става председател на Малкия хурал (парламент) на Тува, с което и държавен глава. Участва във вътрешнопартийната борба срещу групата на премиера Сата Чурмит-Дажи. Впоследствие той и сподвижниците му са обявени за японски шпиони и екзекутирани. Същата година се жени за генерал Салчак Тока, но запазва фамилията си Анчимаа до смъртта му (когато я променя на Анчимаа-Тока). Тя играе водеща роля в укрепването на републиката по време на Втората световна война и присъединяването ѝ към СССР през 1944 г. Пенсионира се през 1979 г. и води скромен живот до смъртта си през 2008 г.